# Thales
Pour les articles homonymes, voir Thalès (homonymie).
Thales est un groupe d'électronique français spécialisé dans l'aérospatial, la défense, la sécurité et le transport terrestre dont le siège social se situe à Meudon, dans les Hauts de Seine. 
Coté à la bourse de Paris, présent dans 68 pays et employant 77 000 salariés au 22 juin 2023, Thales est l'un des leaders mondiaux des équipements à destination des industries de l'aéronautique, de l'espace, de la défense, de la sécurité et des modes de transport.
Les origines du groupe remontent à 1998 lorsque les branches spécialisées dans les activités militaires d'Alcatel, de Dassault Électronique et de Thomson-CSF sont réunies pour former une nouvelle société. Fin 2000, l’entreprise prend son nom actuel.
Thales se classait en 2023 au quatorzième rang mondial pour la production d'armement et dix-septième en 2024, derrière notamment Airbus (classé treizième).

## Historique du groupe

### Les origines: de 1893 à 1968

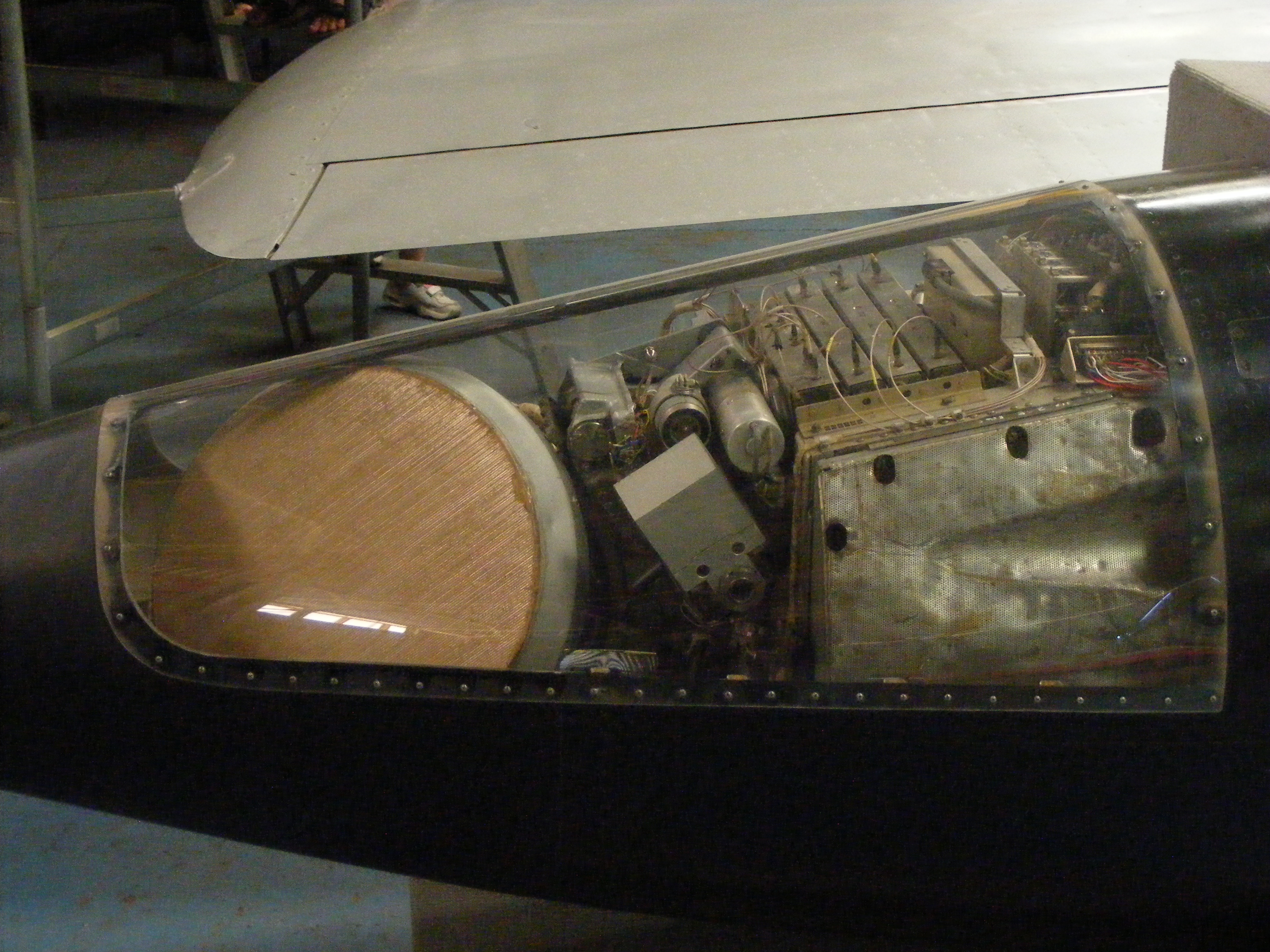
Le radar Cyrano dans le nez d'un Mirage III.

La Compagnie française pour l'exploitation des procédés Thomson-Houston (CFTH) fut créée en février 1893 pour exploiter en France les brevets de la société américaine Thomson-Houston Electric Company, dans le domaine alors de la production et du transport de l'électricité, brevets dus aux inventeurs éponymes Elihu Thomson et Edwin Houston. Jusqu'en 1936, la CFTH avait peu d'activité dans les domaines qui sont aujoud'hui ceux du groupe Thales.
La CSF avait été créée en 1918 et avait, dès la fin de la Première Guerre mondiale, été l'un des pionniers des transmissions hertziennes. Sa principale filiale, la Société française radio-électrique SFR (à ne pas confondre avec l'opérateur téléphonique de même sigle, mais signifiant Société française du radiotéléphone) avait été créée en 1910 par Émile Girardeau et avait joué un rôle pionnier dès avant la Seconde Guerre mondiale, dans le développement de la radiodiffusion, des radiocommunications sur ondes courtes, de l'électro-acoustique. Dans le cadre d'un laboratoire de recherches dirigé par Maurice Ponte, la SFR fut en pointe à partir de 1935 dans la détection électro-magnétique  que l'on appellera radar à partir de 1940. La SFR fut aussi impliquée dans le développement de la télévision aux côtés de la Compagnie des compteurs dont le centre de recherches fut acheté par la CSF en 1954.
À la Libération, Émile Girardeau fut remplacé par Robert Tabouis, lui-même remplacé par le scientifique Maurice Ponte en 1960. Avec ce dernier, les activités de recherches furent développées à un niveau exceptionnel dans le paysage français. Les dépenses de recherches ont été à l'origine du lâchage de la CSF par la Banque de Paris et des Pays-Bas qui avait pourtant accompagné le développement de la CSF depuis sa création en 1918.
Après une fusion avec Hotchkiss-Brandt en 1966, elle devient par la suite Thomson-Brandt.

### La période de diversification: Thomson-CSF
En 1968, Thomson-Brandt et la CSF fusionnent et deviennent Thomson-CSF qui se développe dans les composants (notamment les semi-conducteurs silicium), l'imagerie médicale avec sa filiale la CGR (Compagnie générale de radiologie) et revient à la commutation téléphonique numérique par la volonté de l’Administration française d’avoir un concurrent à Alcatel, activité qu'elle avait quittée dans les années 1950.
En février 1982, le gouvernement français décide de nationaliser Thomson-Brandt et Thomson-CSF. Le nouveau PDG nommé par le conseil des ministres est Alain Gomez, proche de Jean-Pierre Chevènement, ministre de l'industrie. Le groupe est alors dans une situation difficile : le portefeuille d'activités, très diversifié, inclut de nombreux domaines où la taille et les parts de marché, et donc la rentabilité, sont insuffisantes conjuguée à une baisse du chiffre d'affaires due à des circonstances particulières et par ailleurs l'endettement qui s'est fortement accru. Thomson-CSF se recentre sur l'électronique professionnelle et de défense, et recentre ses activités. Après cela la situation financière s'améliore. L'activité de télécommunications civiles est cédée à la Compagnie générale d'électricité, l'imagerie médicale à General Electric, l'activité composants électroniques est fusionnée avec celle du concurrent italien pour donner naissance à la société SGS-Thomson.
De façon à faire face à la décroissance des budgets de défense en Europe, et afin de conserver sa rentabilité, Thomson-CSF fait l'acquisition de plusieurs sociétés dont les activités militaires du groupe Philips en 1989, et la prise de contrôle de Sextant Avionique. En dix ans, la contribution des filiales internationales passe ainsi de 5 à 25 % des ventes consolidées.
En 1992, lors de la vente des Mirages de Taïwan par un groupement réunissant Thomson-CSF, Snecma, Dassault Aviation et Matra, ce dernier réussit lors des négociations à doubler sa part dans le contrat, au détriment de ses partenaires. Le président de Thomson, Alain Gomez va alors chercher à faire payer Matra. Il monte alors l’opération « Couper les ailes de l’oiseau » qui à coup de guérilla judiciaire aboutira à une haine tenace entre les états-majors des deux entreprises.
Le gouvernement français organise en 1998 un accord de coopération entre les sociétés Aerospatiale, Alcatel et Dassault qui prévoit, d'une part, des apports d'actifs à Thomson-CSF (société Dassault Électronique et activités d'électronique professionnelle et de défense d'Alcatel), d'autre part, le regroupement au sein de la société commune Alcatel Space des activités spatiales des sociétés Alcatel, Aérospatiale et Thomson-CSF. Thomson-CSF consolide ainsi son périmètre d'activité, ses positions concurrentielles dans la défense et l'électronique industrielle, ainsi que son implantation dans plusieurs pays européens. L'État français qui possédait 58 % des actions n'en possède plus que 40 %, Alcatel et Dassault Industries deviennent actionnaires.

### Fusion en «Thales»
En décembre 2000, Thomson-CSF devient Thales en référence au philosophe de la Grèce antique Thalès. Le même mois, Thales annonce la création d'une coentreprise avec Raytheon, appelée Thales Raytheon Systems, qui regroupe alors les activités des deux entreprises dans les interfaces de commandement militaire et les radars, activités qui sont appelées C4I.
Le nom Thales (sans accent) est le fruit de la fusion de lettres de diverses entités qui désormais composent le groupe : Thomson-CSF (TH), Alcatel (AL) et ES pour Electronic Systems.
Le développement du groupe, par croissance interne et par acquisitions, notamment le rachat en juin 2000 de la société britannique Racal Electronics modifie en profondeur le domaine d'activités du groupe, notamment les marchés civils des technologies de l'information, les télécommunications mobiles. En juillet 2000, une nouvelle organisation en trois pôles est mise en place, autour de la défense, l'aéronautique, et des technologies de l'information et des services.
En novembre 2004, un rapprochement Thales/EADS est envisagé, mais celui-ci n'aboutira pas. En 2005, Thales se rapproche de DCNS (ex-direction des constructions navales) en prenant 25 % de son capital, pour s'imposer dans le secteur naval militaire en Europe et créer le noyau d'un « Airbus naval ».
En 2006, Thales reçoit le feu vert du gouvernement australien pour acheter ADI (Australian Defence Industries), un important fabricant de matériel militaire tels que la poudre sans fumée et le Bushmaster IMV. À partir de septembre 2006, tous les produits de marque ADI sont remplacés par Thales, et les sites web sont modifiés.
En 2007, Alcatel-Lucent et Thales signent un accord pour le transfert des activités transport, sécurité et espace à Thales, ainsi qu'un accord industriel entre les deux groupes avec la création de Thales Alenia Space par reprise des actions d'Alcatel dans la co-entreprise franco-italienne Alcatel Alenia Space.
En 2009, Dassault Aviation achète les parts d'Alcatel-Lucent et entre dans le capital de Thales à hauteur de 25,90 %. Thales fait partie des cinq créateurs, en 2009, de BoostAeroSpace, le hub numérique aéronautique européen.
Le 1er juillet 2011, Thales annonce la fusion de deux de ses filiales (Thales Communications et Thales Security Solutions & Services) pour créer la nouvelle société Thales Communications & Security. À la fin de l’année, Thales augmente à 35 % sa participation dans DCNS et envisage d’entrer dans le capital de Nexter ; dans le même temps la société crée avec Safran une coentreprise de gestion de programme dans le domaine de l’optronique, après deux ans de négociation.
Le 15 octobre 2014, le gouvernement annonce la nomination de Jean-Bernard Lévy, PDG de Thales à l'époque, à la présidence du groupe EDF le 21 novembre 2014. Cette annonce se fait après avis de l'Assemblée nationale et du Sénat ainsi que de l'assemblée générale extraordinaire d'EDF le 21 novembre, à la veille de la fin du mandat d'Henri Proglio. Le 10 novembre 2014, les salariés de Thales se mobilisent en masse pour que les deux actionnaires du groupe (l'État français et Dassault Aviation) choisissent un nouveau PDG venant de l'interne : plus de 10 000 salariés répondent à un sondage de l'Association du personnel actionnaire de Thales. Le 23 décembre 2014, les membres du conseil d'administration nomment Patrice Caine, nouveau PDG de Thales.

### Série d'acquisitions et contrats espagnols et australiens
Le 31 octobre 2014, Thales annonce la reprise des activités de services de cybersécurité d’Alcatel-Lucent.
En octobre 2015, le Premier ministre d'Australie, Malcolm Turnbull annonce l'achat de 1 100 véhicules blindés légers Hawkei à Thales (pour 817 millions d'euros). Les véhicules seront fabriqués à Bendigo et Victoria.
Le même mois, Thales annonce l'acquisition pour 400 millions de dollars de l'entreprise américaine Vormetric, spécialisée dans la protection des données des entreprises et leur chiffrement.
En avril 2017, Thales signe avec le ministère français de la Défense un contrat d'un milliard d'euros sur dix ans. Le même mois, Thales annonce l'acquisition de Guavus, éditeur américain spécialisé dans le traitement de données en temps réel dans le secteur des télécoms et employant 250 salariés dont 140 en Inde, pour environ 215 millions d'euros.
En mai 2017, Thales cède son activité de gestion des cartes d'identité au groupe français Imprimerie nationale.
En juin 2017, Thales annonce un investissement à Paris de 150 millions d'euros afin de créer une digital factory[Quoi ?]. Elle rassemble 150 spécialistes en intelligence artificielle, big data ou cybersécurité dont la mission est de « développer de nouveaux produits en deux à quatre mois ». Parmi les projets développés : des nouveaux systèmes de divertissement en vol (IFE), des applications pour accélérer les opérations de maintenance des cockpits d'avions, des logiciels de big data et de cybersécurité destinés aux grands métiers du groupe (aéronautique, défense, spatial, sécurité, transport). La Digital Factory héberge aussi deux accélérateurs de startups (en cybersécurité à Station F et en intelligence artificielle avec le Centech) et une académie du numérique pour les employés du groupe,.
En décembre 2017, Thales annonce avoir fait une offre portant sur l'acquisition de Gemalto, société spécialisée dans le secteur de la sécurité numérique et celui des cartes à puce. Cette offre de rapprochement valorise Gemalto à 4,8 milliards d'euros. Atos, un autre leader français dans les services du numérique se porte également candidat pour le rachat de Gemalto, la valorisant à 4,3 milliards d'euros. Le 13 décembre 2017, Gemalto refuse l'offre d'Atos au profit de celle proposée par Thales. Depuis le 2 avril 2019, Gemalto est devenu une activité mondiale de Thales : Identité et Sécurité Numériques.
En 2019, l'entreprise déploie ses sonars sur des frégates du constructeur Navantia à destination de la marine espagnole.
En 2020, Thales lance IVEN, une place de marché en ligne dédiée aux industries de l'aéronautique et de la défense, regroupant notamment des fournisseurs de consommables spécialisés dans ces marchés,.
Au premier semestre 2021, le groupe annonce avoir réalisé 8,4 milliards d'euros de ventes.
En août 2021, Thales annonce la vente de ses activités de signalisation ferroviaire au japonais Hitachi pour un montant estimé à 1,7 milliard d'euros.
En 2022, Thales fait par deux fois l'objet d'une attaque des hackers du groupe LockBit. En janvier 2022, les hackers divulguent les fichiers dérobés après une demande de rançon infructueuse. Fin octobre 2022, le même groupe de hackers revendique de nouveau une attaque cybercriminelle contre Thales.
En juillet 2023, Thalès annonce l'acquisition pour environ 1,1 milliard de dollars de Cobham Aerospace Communications, filiale de Cobham.

## Organisation

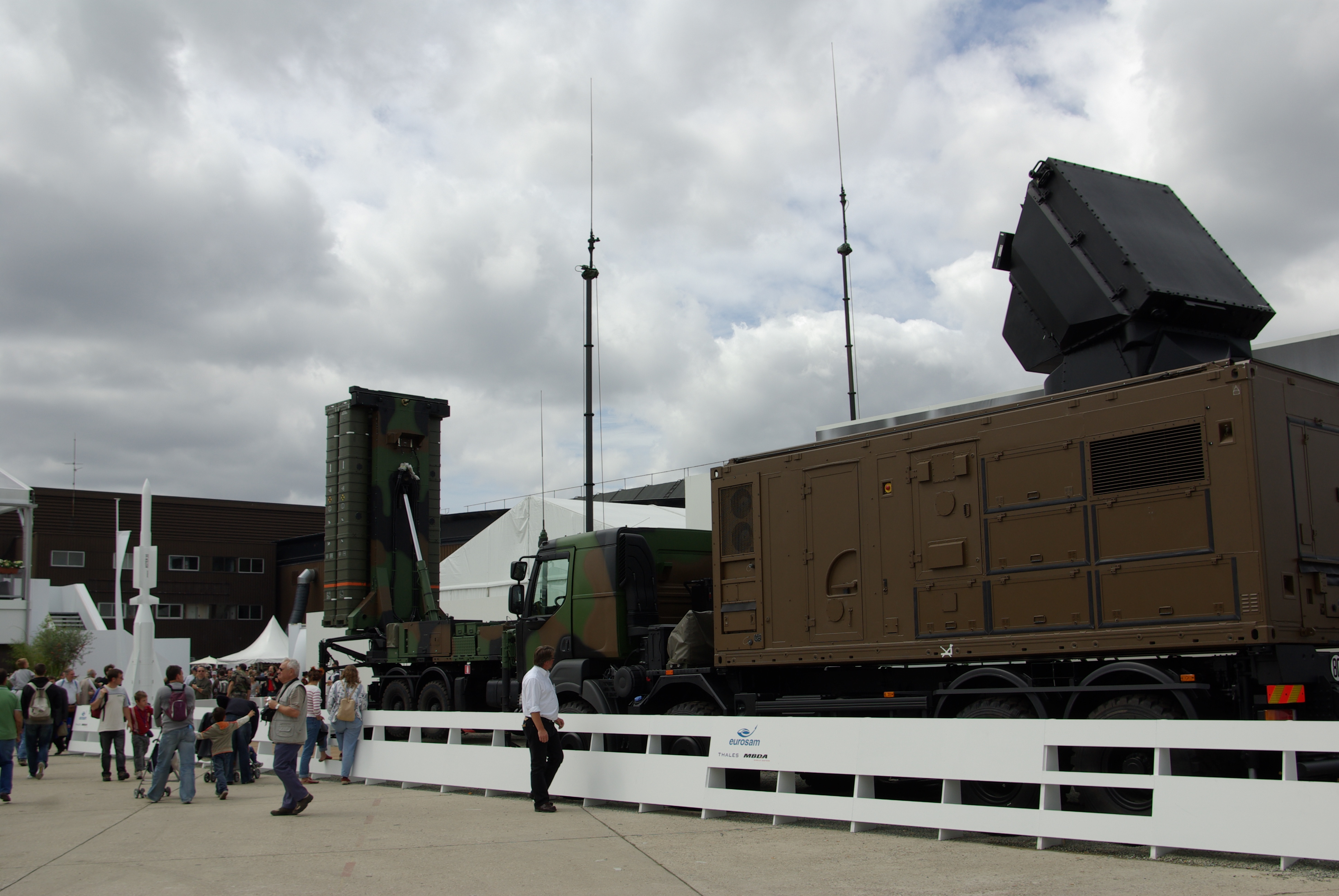
Module radar du SAMP/T.

Depuis le 1er avril 2013, le groupe Thales est organisé de façon matricielle :
- six activités mondiales regroupées en trois secteurs : Aérospatial (avionique, espace), Transport (systèmes de transport terrestre), Défense & Sécurité (systèmes d’information et de communication sécurisés, systèmes terrestres et aériens, systèmes de mission de défense), auxquelles s'ajoute la société Naval Group, détenue à 35 % par le Groupe ;
- une organisation internationale divisée entre les grands pays d’implantation du Groupe (Allemagne, Australie & Nouvelle-Zélande, Canada, États-Unis, France, Pays-Bas et Royaume-Uni), les autres pays d’Europe et les marchés émergents.

Ces six activités mondiales ont remplacé les six divisions créées le 1er juillet 2004 (Aéronautique, Naval, Solutions de Sécurité et Services, Systèmes Aériens, Spatial, Systèmes Terre et Interarmées). La volonté de l'ancien président Denis Ranque de créer une organisation regroupant tous les métiers du groupe dans une seule filiale par pays a été conservée. Le premier pays concerné fut les Pays-Bas avec la création de Thales Nederland, puis le Royaume-Uni, avec la création de Thales UK. Puis ont été créées les sociétés Thales Germany, Thales Italia, et Thales Australia. En France, l'ensemble des sociétés sont filiales de la société mère Thales SA. En 2016, le « Campus Thales Bordeaux », construit par GA Smart Building, regroupe plusieurs sites français.

### Défense et sécurité

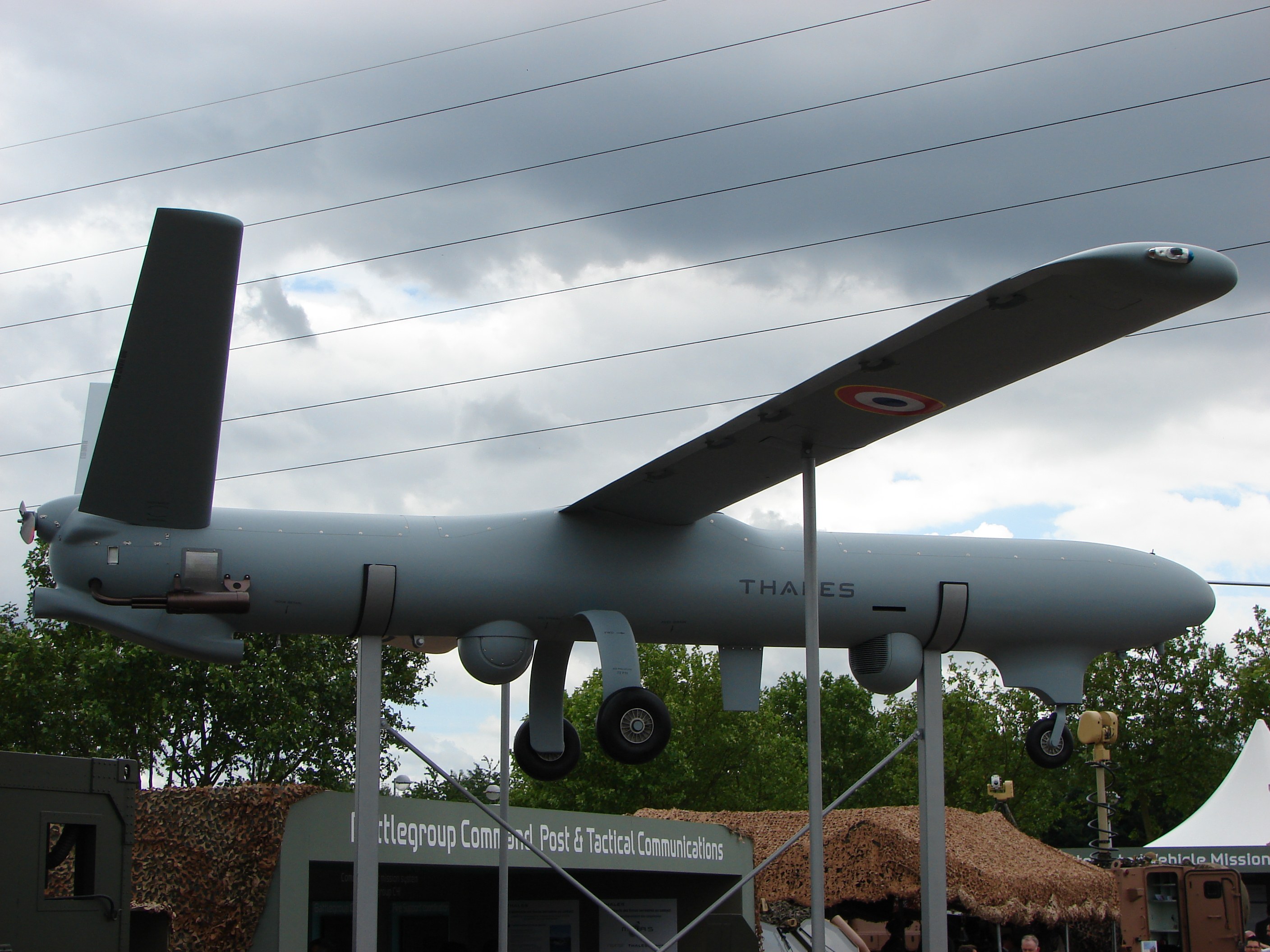
Thales Watchkeeper WK450 en 2012

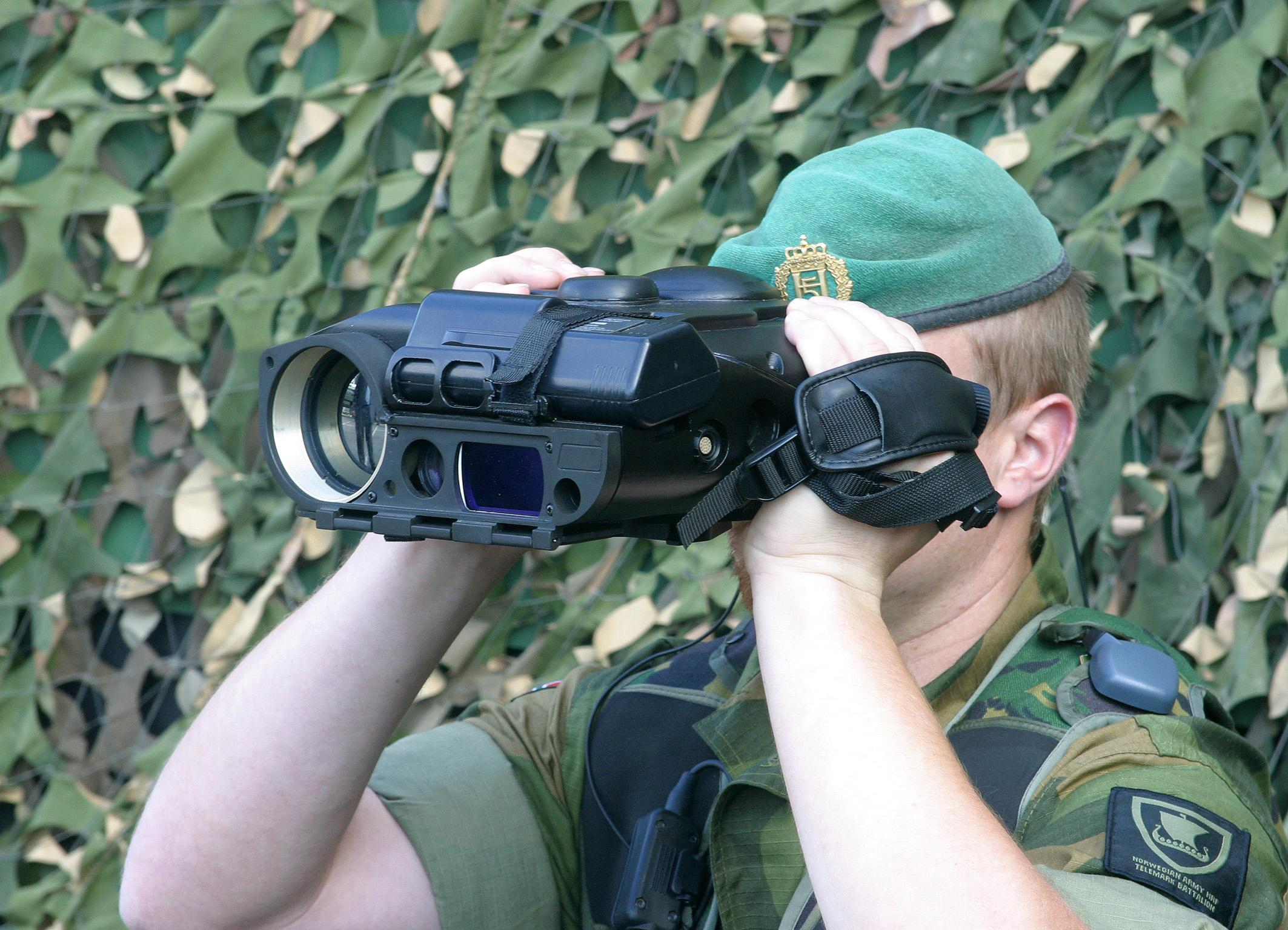
Caméra portable Sophie utilisée par un militaire norvégien en 2010.

Les activités « Défense et sécurité » représentent 60 % des activités du groupe. Elles couvrent une gamme étendue d’équipements, de systèmes et de services pour les forces de sécurité militaires et civiles :
- Défense terrestre : systèmes de missiles, équipements optroniques, véhicules blindés ;
- Missions et défense : systèmes de surveillance aéroportés, systèmes de lutte sous la mer, systèmes navals de surface, drones ;
- Opérations aériennes : équipements radars (pour les armées air - marine - terre et l'aviation civile), équipements d'aide à la navigation, systèmes de défense aérienne (pour l'armée de l'air) et de contrôle de trafic aérien (pour l'aviation civile) ;
- Systèmes C4I (Computerised Command, Control, Communications and Intelligence) de défense et sécurité : équipements de radiocommunications, systèmes de sécurité des technologies de l'information, réseaux et systèmes d'infrastructure, systèmes de protection et systèmes d'information critiques.

#### Services numériques
Cette section ne s'appuie pas, ou pas assez, sur des sources secondaires ou tertiaires indépendantes du sujet. Le texte peut contenir des analyses inexactes ou inédites de sources primaires.
Pour l'améliorer, ajoutez-en, ou placez des modèles {{Source secondaire souhaitée}} ou {{Source secondaire nécessaire}} sur les passages mal sourcés. (janvier 2016)
Thales Services Numériques est la filiale du groupe spécialisée dans les activités de conception, de développement et de maintenance de systèmes informatiques sécurisées. 
Elle est créée en 1966 par Pierre Thellier sous le nom d’ECA Automation avec comme premier client significatif le Centre de programmation de la Marine, l’entreprise devient un acteur dans le domaine des systèmes d’informations sécurisés. C’est en 1970 que l’entreprise est rachetée par Thomson (qui deviendra plus tard le groupe Thales en 2000).
En 1983, elle est rebaptisée SYSECA avant de devenir Thales Information Systems en 2000. En septembre 2005, l’entreprise se transforme en Thales Services. Finalement, le 1er octobre 2020, l’entreprise adopte son nom actuel de Thales Services Numériques.

### Aérospatial et transport
Les activités « Aérospatial et transport » représentent 40 % des activités du groupe. Elles couvrent les activités destinées à « Aider les opérateurs à améliorer l’efficacité, la fiabilité et la sûreté des échanges et des transports » :
- Avionique : large gamme d’équipements et de fonctions embarqués (domaines de l'avionique civile et de l'avionique militaire) ainsi que des solutions de simulation et d’entraînement destinés aux aéronefs civils et militaires ;
- Espace : télécommunications spatiales (satellites, charges utiles), domaines de l'observation, de la science, de la navigation et des infrastructures ;
- Systèmes de transport : signalisation des lignes ferroviaires et des réseaux urbains, systèmes intégrés de supervision et systèmes de billettique.

En février 2018, Thales remporte un contrat d'1,2 milliard de dollars australiens (777 millions d'euros) pour rénover le système de gestion du trafic aérien en Australie, à travers un programme de cinq ans baptisé « OneSky ».
En novembre 2019, Thales annonce l'entrée en service à partir de 2024 d'un nouveau système de gestion de vol, dénommé Pureflyt, pour améliorer la sécurité aérienne et l’efficacité des vols.
Thales développe aussi ses activités dans le secteur des drones : drones tactiques (Watchkeeper), mini-drones (Spy'Ranger 330 et 550) micro-drones (Spy'Arrow, Spy'Copter), drones de combat (démonstrateur neuron stylisé nEUron), défense antidrones, drones démineurs en mer, etc. Thales participe aussi au consortium Drones for life.

### Sources radiofréquences et hyperfréquences
L'activité liée aux sources radiofréquences, aux sources hyperfréquences et aux sous-systèmes d'imagerie est en relation avec plusieurs des domaines précédents. Thales Electron Devices produit des sources radiofréquences et hyperfréquences qui constituent la charge utile des satellites de télécommunications (no 1 mondial) et qui sont également utilisés par les radars, les autodirecteurs de missile et dans les accélérateurs de particules.

## Activités de recherche et développement
Les dépenses de recherche et développement représentent 20 % de l'activité. Ces travaux sont menés dans les domaines techniques clés du groupe :
- maîtrise des systèmes complexes : interfaces, cognitique et facteurs humains, réseaux sécurisés ;
- matériel (ou technologie des capteurs) : physique, électromagnétisme et optique, science des matériaux ;
- logiciel : logiciels embarqués ;
- algorithmes et aide à la décision : mathématiques pour la décision, traitement de signal.

La recherche scientifique au sein du groupe fait partie d'un réseau international de laboratoires. Ces travaux sont menés en collaboration avec des universités et des laboratoires de recherche publics à l'international.
Le centre de recherche français est intégré au campus de l’École polytechnique à Palaiseau, dans le pôle scientifique et technologique Paris-Saclay. De la même façon, le centre de recherche néerlandais est hébergé par l’université technique de Delft et celui de Singapour est associé à l'université de technologie de Nanyang et au CNRS dans la seule unité mixte du CNRS incluant un partenaire industriel. Au Royaume-Uni, le centre de recherche est situé à Reading en lien avec l'université de Cambridge et l'université de Bristol.
Thales est un acteur historique du développement des radars et des systèmes embarqués, notamment avec sa filiale Thales Microelectronics.
Thales promeut les logiciels libres depuis plus de 20 ans dans le domaine industriel. La firme participe à des projets européens, consortiums et communautés autour d'open source industriel.
C'est dans un laboratoire cofinancé par le groupe Thales et le CNRS qu'Albert Fert a découvert la magnétorésistance, une avancée récemment récompensée par le Prix Nobel de physique 2007.
Plusieurs membres du groupe Thales ont été lauréats de la médaille Blondel décernée par la Société de l'électricité, de l'électronique et des technologies de l'information et de la communication (SEE), tels Erich Spitz (1971), Marko Erman (1994) et du temps des sociétés CSF, Thomson-Brandt puis Thomson-CSF Yves Rocard (1943), Maurice Ponte (1947), Henri Gutton (1950), Robert Warnecke (1951), Pierre Grivet, Élie Roubine (1955), Pierre Aigrain (1957), Pierre Tournois (1971), Claude Vergnolle (1977), Gérard Nuzillat (1981) ; de même pour la médaille Ampère, également décernée par la SEE : Jean-Claude Boudenot (2005), Frédéric Barbaresco (2007), Myriam Nouvel (2009), Erich Spitz (2016). Le grand prix « Général Ferrié » de l'électronique, prix récompensant un scientifique dont le travail contribue aux progrès de la radioélectricité a été remis à Michel-Henri Carpentier (1969), Pierre Tournois (1973), B. Desormière (1981), Georges Bienvenu (1985), Jean-Pascal Duchemin (1987), Jean Chatel (1991), Gilbert Multedo (1997), Thierry Debuisscheert (2007), Catherine Lamy-Bergot (2014).
Le 14 octobre 2014, Frédéric Barbaresco, a reçu sous la coupole de l'Institut de France le prix Aymé Poirson décerné par l'Académie des Sciences dans la catégorie « Applications de la Science »,.
En 2012, 2013, 2015 et 2016, le groupe Thales a été sélectionné au palmarès Thomson Reuters « Top Global Innovators », comme faisant partie des 100 entreprises les plus innovantes dans le monde.
En avril 2017, le groupe remporte un contrat de près d’un milliard d'euros auprès du ministère de la Défense français, la structure intégrée du maintien en condition opérationnelle des matériels aéronautiques du ministère de la Défense (SIMMAD) a attribué au groupe d'électronique un contrat de service sur une durée de dix ans.

## Gouvernance du groupe

### Dirigeants
Depuis la création de la société Thales SA, cinq PDG se sont succédé :
- 6 décembre 2000 (rachat) - 19 mai 2009 : Denis Ranque (qui était auparavant PDG de Thomson-CSF depuis le 20 janvier 1998)
- 19 mai 2009 - 20 décembre 2012 : Luc Vigneron
- 20 décembre 2012 - 27 novembre 2014 : Jean-Bernard Lévy[68].
- 27 novembre 2014 - 23 décembre 2014 : Philippe Logak[69], PDG par intérim.
- depuis le 23 décembre 2014 : Patrice Caine[70].

### Actionnariat de la société Thales SA
Au 31 décembre 2023.
| Nom                                    | % des actions | % des droits de vote |
| État français                          | 26,06 %       | 36,09 %              |
| Dassault Aviation                      | 26,05 %       | 29,92 %              |
| Thales (plan épargne salarié)          | 2,91 %        | 3,84 %               |
| Thales (auto-controle)                 | 1,68 %        | 0 %                  |
| Public (investisseurs institutionnels) | 43,30 %       | 30,15 %              |
| Total                                  | 100 %         | 100 %                |

## Polémiques et affaires politico-financières

### Affaire des frégates (origine 1991)
L'affaire des frégates de Taïwan est liée à un contrat d’armement signé en août 1991 par la société-Thomson-CSF, pour le remplacement de frégates. Ce contrat aurait été obtenu par la société par des rétrocessions données à plusieurs officiers via la Suisse, ce que le contrat interdisait. L’État français a dû s'acquitter de 591 millions d'euros.

### Affaire Menem (origine 1997)
L'affaire Menem a pour origine un contrat en 1997 avec la société Thomson-CSF pour l'attribution de la concession de l'espace radioélectrique national argentin. L'ancien président Carlos Menem est acquitté après avoir été inculpé pour corruption : Thales lui aurait versé 25 millions de dollars de pots-de-vin.

### Affaire Zuma (origine 1998-1999)
L'affaire Zuma a pour origine un contrat d'achat d'armes en 1998-1999 par l'Afrique du Sud à la société Thomson-CSF. Ce contrat intéressait deux sociétés locales représentant Thomson-CSF : Thint et Thint Holding. Elles ont été inculpées le 4 novembre 2005 dans le procès pour corruption de l'ancien vice-président Jacob Zuma remercié en juin 2006. Le Parquet décide le 6 avril 2009, d’abandonner définitivement les charges pesant contre Jacob Zuma pour « abus de procédure caractérisé ». D'après l'ancien avocat de Thales, les présidents français Jacques Chirac (en 2004) et Nicolas Sarkozy (en 2008) auraient fait pression sur les autorités politiques sud-africaines afin que le groupe ne soit pas poursuivi pour corruption. Les poursuites avaient été abandonnées en 2009 pour vice de forme, mais la chute du président Zuma en mars 2018 devrait relancer la bataille juridique.

### Affaire du Tramway de Nice (origine: début des années 2000)
Dans cette affaire où une filiale de Thales avait obtenu l'un des marchés du tramway de Nice, l’enquête abouti à l'inculpation d'une dizaine de personnes dont un conseiller municipal de Nice. En mai 2006, Michel Josserand, ancien PDG de l'ancienne filiale Thec, reconnait après la saisie de documents compromettant un système de corruption, d'ententes illicites, de menaces physiques et de représailles judiciaires en vigueur chez Thales. Une centaine de marchés, en France et à l'étranger, auraient été obtenus dans l'illégalité par des versements de pots-de-vin. Il est alors incarcéré pour « corruption » et « abus de biens sociaux ». La direction de la filiale saisit la justice niçoise pour dénoncer les activités passées de ses anciens cadres qu'elle avait licenciés : en 2005, Dominique Monleau, un élu de la majorité municipale UMP de Nice, est mis en examen pour avoir touché un dessous-de-table dans l'attribution du marché de maîtrise d'œuvre du tramway de Nice à une filiale de Thales. Le jugement rendu en juillet 2008 condamne la filiale à 600 000 € d'amende et deux ans d'interdiction de marchés publics. Tout en prenant acte de ce jugement, le groupe Thales rappelle que « La condamnation porte sur les agissements d'un ancien responsable de cette filiale, ayant contrevenu non seulement à la loi en vigueur, mais aussi aux directives de comportement claires et précises ».

### Livraison d'armes à l'Arabie Saoudite
Des avions de chasse saoudiens intervenant au Yémen, dans le contexte de la guerre civile yéménite sont équipés du système Damoclès de guidage de missile par laser, produit par Thales. Selon la Direction du renseignement militaire, 24 000 bombardements menés depuis 2015 ont causé la mort de 8 300 personnes au Yémen, d'après l'estimation du Yemen Data Project,.
Une enquête publiée par Disclose en avril 2019 indique que des armes fournies par la France à l'Arabie saoudite et aux Émirats arabes unis peuvent, en contradiction du discours officiel, être utilisées dans le cadre du conflit au Yémen, provoquer la mort de populations civiles,, et servir une « stratégie de la famine ».
Trois organisations non gouvernementales, Mwatana, Sherpa et le ECCHR, avec le soutien d'Amnesty International France, ont déposé une plainte contre Thales et deux autres entreprises françaises, Dassault Aviation, et MBDA à Paris en juin 2022, accusées d'avoir fourni des armes à l'Arabie saoudite et aux Émirats arabes unis, qui les auraient utilisé pour commettre des crimes de guerre au Yémen.

### Infiltration de l'ONU
L'infiltration, par deux agents de Thales, du service de l'ONU chargé de la sécurité des missions de maintien de la paix suscite une controverse. Ce service « travaillait sur les contrats de communication et de protection des Casques bleus déployés au Mali, dont Thales a été le prestataire final »,. Une enquête du Parquet national financier est ouverte fin 2020 pour des soupçons de corruption et de trafic d'influence,.
Cette affaire a été révélée grâce à une ancienne salariée, lanceuse d'alerte licenciée en mai 2020. Celle-ci a demandé l'annulation de son licenciement en référé devant les prud'hommes estimant que Thales aurait violé ses obligations légales de protection des lanceurs d’alerte définies par la loi Sapin 2. Bien qu'elle ait obtenu le soutien du Défenseur des droits, du syndicat UNSA et de la Maison des lanceurs d'alerte, la justice a refusé d’annuler le licenciement en référé (renvoyant l'affaire au juge de fond) en première instance et en appel. La lanceuse d’alerte s’est pourvue en cassation et a obtenu, en février 2023, la casse de la décision de la Cour d'appel de Versailles, la Cour de cassation estimant qu'il appartient bien au juge des référés (et non au juge de fond) de juger du bien-fondé du licenciement,,.

### Russie
Malgré l'embargo européen de 2014, les entreprises françaises Safran et Thales ont continué d’honorer des contrats signés avant l'embargo concernant du matériel de visée et des caméras thermiques, jusqu'en 2020.

### Malaisie
Thales fait officiellement l'objet d'une enquête pour des faits de corruption datant de 2002. Les accusations portent sur des contrats signés par Thales Asia et le constructeur de navires de guerre DCN International (DCNI), contrôlé par l'État français, concernant la vente de trois sous-marins à la Malaisie en 2002. Thales conteste formellement ces accusations.

### 2022: cyber attaque de la part de LockBit 3.0
Le 11 novembre 2022, l'annonce d'une seconde fuite sur le Dark web de données volées par le groupe de hackers LockBit 3.0 au groupe Thales fait chuter l'action du groupe de 7,57%. La direction affirme ne pas avoir reçu de demande de rançon.

## Communication

### Nom et logotype
Le nom « Thales » et le logotype ont été déposés à l'INPI le 1er décembre 2000.

### Activité de lobbying

#### Auprès de l'Assemblée nationale
Thales est inscrit comme représentant d'intérêt auprès de l'Assemblée nationale. L'entreprise déclare à ce titre qu'en 2014, les coûts annuels liés aux activités directes de représentation d'intérêts auprès du Parlement sont compris entre 100 000 et 150 000 euros. Ce montant s’élève entre 100 000 et 200 000 euros pour 2017 puis entre 200 000 et 300 000 euros pour 2018.

#### Auprès des institutions de l'Union européenne
Thales est inscrit depuis 2009 au registre de transparence des représentants d'intérêts auprès de la Commission européenne. Le groupe déclare pour cette activité en 2015, 2,5 collaborateurs à temps plein et des dépenses d'un montant de 300 000 €. Pour le même exercice, Thales indique avoir reçu 50 millions d'euros de subventions des institutions de l'Union européenne. La société Thales Services est également représentée par un cabinet spécialisé, qui déclare avoir perçu en 2015 de son client des honoraires compris entre 10 000 et 25 000 euros.